# District de Wumahe
Le district de Wumahe (乌马河区 ; pinyin : Wūmǎhé Qū) est une subdivision administrative de la province du Heilongjiang en Chine. Il est placé sous la juridiction de la ville-préfecture de Yichun.